# Masaharu Nishi
Masaharu Nishi (西 政治 Nishi Masaharu?), född 29 maj 1977, är en japansk tidigare fotbollsspelare.
I juni 1997 blev han uttagen i Japans trupp till U20-världsmästerskapet 1997.